# Patrik Berglund
Patrik Berglund (ur. 2 czerwca 1988 w Västerås) – szwedzki hokeista, reprezentant Szwecji, olimpijczyk.
Jego ojciec Anders (ur. 1961) także był hokeistą.

## Kariera
- VIK Västerås HK U16, J18, J20 (2002/2004)
- VIK Hockey Ungdom J18 (2003/2005)
- VIK Hockey Ungdom J20 (2004-2006)
- VIK Västerås HK J20 (2006-2007)
- VIK Västerås HK (2005-2008)
  -  Västmanland (2002/2005)
- St. Louis Blues (2008-2018)
  -  VIK Västerås HK (2012-2013)
- Buffalo Sabres (2018-)
- Djurgårdens IF (2019-2020)
- Brynäs IF (2020-)

Wychowanek klubu VIK Västerås. Od 2008 roku zawodnik klubu St. Louis Blues. W maju 2011 przedłużył kontrakt z klubem o dwa lata. Od września 2012 do stycznia 2013 roku na okres lokautu w sezonie NHL (2012/2013) związany kontraktem z macierzystym klubem VIK Västerås HK. W czerwcu 2014 przedłużył kontrakt z St. Louis Blues o trzy lata. W lutym 2017 prolongował umowę z klubem o pięć lat. Od kwietnia 2017 ponownie zawodnik St. Louis Blues. Od lipca do grudnia 2018 był zawodnikiem Buffalo Sabres. Od lipca 2019 zawodnik Djurgårdens IF. W lipcu 2020 przeszedł do Brynäs IF.
Uczestniczył w turniejach mistrzostw świata 2009, 2011, zimowych igrzysk olimpijskich 2014, Pucharu Świata 2016.

## Sukcesy i nagrody
Reprezentacyjne
- Srebrny medal mistrzostw świata juniorów do lat 20: 2008
- Srebrny medal mistrzostw świata: 2009
- Srebrny medal mistrzostw świata: 2011
- Srebrny medal zimowych igrzysk olimpijskich: 2014

Indywidualne
- Pierwsze miejsce w klasyfikacji kanadyjskiej wśród zawodników juniorskich w sezonie Allsvenskan: 2007, 2008
- Najlepszy junior w Szwecji (Årets Junior): 2008
- Mistrzostwa świata juniorów do lat 20 w 2008: skład gwiazd turnieju
- NHL (2008/2009):
  - NHL All-Rookie Team
  - NHL YoungStars Game
- Mistrzostwa Świata w Hokeju na Lodzie 2011/Elita
  - Drugie miejsce w klasyfikacji strzelców: 8 goli
  - Drugie miejsce w punktacji kanadyjskiej: 10 punktów
  - Jeden z trzech najlepszych zawodników reprezentacji
  - Skład gwiazd wybrana przez dziennikarzy